# Victor Vance
Victor Vance, veelal Vic genoemd, is een personage uit de computerspelserie Grand Theft Auto. Hij is een 28-jarige marinier die in 1984 naar de Fort Baxter Air Base in Vice City gezonden wordt. Hij staat aan het hoofd van de Vance Crime Ring (die slechts uit hemzelf en zijn broer Lance Vance bestaat). Bij deals zorgt Victor voor de zaken en Lance voor het vliegwerk.

## GTA: Vice City Stories
In Grand Theft Auto: Vice City Stories is Victor de hoofdpersoon. In tegenstelling tot de andere GTA-hoofdpersonages is Victor van oorsprong helemaal niet op het slechte pad. Wanneer hij voor zijn familie geld moet genereren, gaat hij het leger in en krijgt de status korporaal. Door Jerry Martinez, de sergeant van de Fort Baxter legerbasis, komt Vic op het slechte pad. Hij laat Vic allerlei klusjes voor hem moet opknappen die niet door de beugel kunnen als soldaat. Uiteindelijk komen deze criminele praktijken aan het licht en wordt Vic uit het leger geschopt. Zo komt hij in de drugsbranche terecht, terwijl hij er eigenlijk niks mee te maken wil hebben. Toch raakt hij steeds in de problemen met drugs, aangezien Lance, zijn broer, steeds met drugs in aanraking komt. Hierdoor ontstaat er regelmatig onenigheid tussen Victor en Lance. Victor krijgt genoeg van de problemen waar Lance hem voortdurend in meetrekt en Lance krijgt op zijn beurt genoeg van Victor die hem behandelt als een klein kind.
Victor maakt veel mee in het 1984 van Vice City, hij krijgt te maken met een maffe filmmaker die onzijdig wil zijn, krijgt een soort van knipperlichtrelatie met Louise Cassidy-Williams, ontmoet de enige echte coke-baron van Vice City en is de officiële lijfwacht van popster Phil Collins tijdens zijn tournee in Vice City. Wanneer Victor al zijn ontstane problemen met onder andere de Trailer Park Mafia, de Mendez Brothers en Jerry Martinez heeft afgehandeld, verlaat hij samen met Lance Vice City. Hij zweert dat hij nooit meer iets met drugs te maken wil hebben, maar kennelijk heeft hij zichzelf niet aan deze belofte kunnen houden aangezien hij in 1986 toch weer samen met Lance een drugsdeal afhandelt.

## GTA: Vice City
Tijdens de drugsdeal in de intro van Grand Theft Auto: Vice City brengt Victor de drugs naar voren, terwijl Lance de helikopter waarmee ze aankomen bestuurt. Kort daarop wordt hij doodgeschoten tijdens Diaz' hinderlaag. Hij had een heel hechte band met zijn broer. Lance vertelt later aan Tommy Vercetti over hem dat Victor altijd bezorgd om hem was, soms zelfs te bezorgd, aangezien Lance ook weleens zijn eigen boontjes wilde doppen.